# Rače-Fram község
Rače-Fram község (szlovén nyelven Občina Rače-Fram) Szlovénia 212 alapfokú közigazgatási egységének, azaz községének egyike a Podravska statisztikai régióban, a Dráva jobb partján, Maribortól délre. Adminisztratív központja Rače település. A község a történelmi szlovén Stájerország (Štajersko) régió része.

## A községhez tartozó települések
A községhez Rače székhelyen kívül a következő települések tartoznak:
- Brezula
- Fram
- Ješenca
- Kopivnik
- Loka pri Framu
- Morje
- Planica
- Podova
- Požeg
- Ranče
- Šestdobe
- Spodnja Gorica
- Zgornja Gorica

## Népesség
| Lakosok száma | 6434 | 6594 | 6908 | 6988 | 7015 | 7062 | 7153 | 7140 | 7433 | 7549 |
|               | 2008 | 2009 | 2011 | 2012 | 2013 | 2015 | 2016 | 2017 | 2019 | 2020 |